# Герб комуни Тролльгеттан
Герб комуни Тролльгеттан (швед. Trollhättans kommunvapen) — символ шведської адміністративно-територіальної одиниці місцевого самоврядування комуни Тролльгеттан. 

## Історія
Герб було розроблено для міста Тролльгеттан. Отримав королівське затвердження 1918 року.    
Після адміністративно-територіальної реформи, проведеної в Швеції на початку 1970-х років, муніципальні герби стали використовуватися лишень комунами. Цей герб був 1971 року перебраний для нової комуни Тролльгеттан.
Герб комуни офіційно зареєстровано 1974 року.

## Опис (блазон)
У червоному полі хвилястий срібний перев’яз справа з двома чорними шевронами, у срібній главі— червона хмара з блискавками.

## Зміст
СХмара з блискавками уособлює електроенергетику. Хвиляста смуга означає річку Йота-Ельв. Чорні шеврони символізують шлюзи на річці.